# Trichoglottis calcarata
Trichoglottis calcarata är en orkidéart som beskrevs av Henry Nicholas Ridley. Trichoglottis calcarata ingår i släktet Trichoglottis och familjen orkidéer. Inga underarter finns listade i Catalogue of Life.